# 息子には息子を
『息子には息子を』（むすこにはむすこを、A Son for a Son）はHBOのファンタジー・テレビドラマ・シリーズである『ハウス・オブ・ザ・ドラゴン』のシーズン2の第1話である。製作総指揮でもあるRyan Condalが脚本を書き、やはり製作総指揮であるアラン・テイラーが監督した。タイトルは、義理の息子ルケアリーズを殺されたデイモンが甥エイモンドへの復讐を図り、結果としてエイゴン王の息子を殺してしまうことを指す。日本ではU-NEXTが配信した。

## あらすじ

### 壁にて
ジャセアリーズ・ヴェラリオンは北部スターク家の助力を得るために壁に赴き、そこで弟ルケアリーズの死を知らされる。当主のクリーガン・スタークは壁を守る必要のため援軍を送ることを渋る。

### ドリフトマークにて
コアリーズ・ヴェラリオンはキングズランディングの封鎖を進める。

### ドラゴンストーンにて
息子ルケアリーズの死を聞いたレイニラ王女は嘆き身を隠す。ルケアリーズの乗っていたドラゴンの死骸の一部が打ち上げられたのを見たレイニラはドラゴンストーンに戻り、ルケアリーズを殺したエイモンドへの復讐を求める。デイモンは"白蛆"が〈王の手〉オットー・ハイタワーに情報を売っていたことを知って捕らえる。白蛆を自由にする代わりにその助けでエイモンドを殺すための暗殺者を雇い、〈赤の王城〉に送り込む。黒装派にはレイニラへの誓いに忠実なスターク家と、レイニラの母の実家である谷間のアリン家が味方する。

### キングズランディングにて
王都キングズランディングの翠装派は西部のラニスター家とストームランドのバラシオン家を味方にし、復讐に備える。エイゴンは妹のヘレイナ王女との間に二人の子をもうけている。エイゴン王は統治者として愚かさを見せ始め、祖父でもある〈王の手〉オットー・ハイタワーに諫められる。審問長ラリス・ストロングはオットーにとって代わるため、その悪口を王に吹き込む。オットーはキングズランディングを守るために防御的な姿勢を見せるが、アリセント太后と関係を持つクリストン・コールとエイモンドは、密かに積極的な攻撃案を練る。デイモンの送った二人の暗殺者 - ネズミ捕りと〈王都の守人〉-が〈赤の王城〉に潜入するもエイモンドを見つけられず、エイゴンとヘレイナの間に生まれたジェヘアリーズ王子を代わりに殺す。アリセントのもとに逃げたヘレイナは、母がクリストン・コールと寝ているのを目撃する。

## 評判

### 視聴者数
アメリカ合衆国において、本エピソードは放送と配信の合計で、公開日には780万人に視聴された。このうち放送では130万人に視聴された。